# Kareem Abeed
Kareem Abeed (1984) é um cineasta sírio. Foi indicado ao Oscar de melhor documentário de longa-metragem na edição de 2018 pelo trabalho na obra De sidste mænd i Aleppo, ao lado de Feras Fayyad e Søren Steen Jespersen.

## Filmografia
- One Day in Aleppo (2017)
- De sidste mænd i Aleppo (2017)

## Prêmios e indicações
- Indicado: Oscar de melhor documentário de longa-metragem — De sidste mænd i Aleppo (2017)
- Indicado: Grande Prêmio do Júri no Festival Sundance de Cinema — De sidste mænd i Aleppo (2017)
- Indicado: Independent Spirit Award de melhor documentário — De sidste mænd i Aleppo (2017)